# Olympische Sommerspiele 1956/Teilnehmer (Deutschland)
| Gelbes Symbol für Goldmedaillen mit stilisierten Olympischen Ringen | Graues Symbol für Silbermedaillen mit stilisierten Olympischen Ringen | Braundes Symbol für Bronzemedaillen mit stilisierten Olympischen Ringen |
| ------------------------------------------------------------------- | --------------------------------------------------------------------- | ----------------------------------------------------------------------- |
| 6                                                                   | 13                                                                    | 7                                                                       |

Die gesamtdeutsche Mannschaft nahm bei den Olympischen Sommerspielen 1956 im australischen Melbourne und im schwedischen Stockholm (nur Wettbewerbe im Reitsport) mit einer Delegation von insgesamt 172 Athleten (148 Männer und 24 Frauen) in 16 Sportarten teil.

## Flaggenträger
Der Leichtathlet Karl-Friedrich Haas trug die Flagge Deutschlands während der Eröffnungsfeier in Melbourne, in Stockholm wurde sie vom Springreiter Fritz Thiedemann getragen.

## Medaillen
Mit sechs gewonnenen Gold-, dreizehn Silber- und sieben Bronzemedaillen belegte das gesamtdeutsche Team Platz 7 im Medaillenspiegel.

### Medaillenspiegel
| Rang   | Sportart       | Gold | Silber | Bronze | Gesamt |
| ------ | -------------- | ---- | ------ | ------ | ------ |
| 1      | Reiten         | 2    | 3      | 1      | 6      |
| 2      | Kanu           | 1    | 2      | 1      | 4      |
| 3      | Boxen          | 1    | 1      | —      | 2      |
| 4      | Schwimmen      | 1    | —      | 1      | 2      |
| 5      | Turnen         | 1    | —      | —      | 1      |
| 6      | Leichtathletik | —    | 5      | 2      | 7      |
| 7      | Rudern         | —    | 1      | —      | 2      |
| 7      | Ringen         | —    | 1      | —      | 1      |
| 8      | Radsport       | —    | —      | 1      | 1      |
| 8      | Hockey         | —    | —      | 1      | 1      |
| Gesamt | Gesamt         | 6    | 13     | 7      | 26     |

### Medaillengewinner
| Name/n | Sportart       | Wettkampf                               |
| --- | -------------- | --------------------------------------- |
| Gold |                |                                         |
| Wolfgang Behrendt | Boxen          | Bantamgewicht                           |
| Michel Scheuer Meinrad Miltenberger | Kanu           | Zweier-Kajak 1000 m                     |
| Hans Günter Winkler mit Halla | Reiten         | Springreiten Einzel                     |
| Hans Günter Winkler mit Halla Alfons Lütke-Westhues mit Ala Fritz Thiedemann mit Meteor                                                                                   | Reiten         | Springreiten Mannschaft                 |
| Helmut Bantz | Turnen         | Pferdsprung                             |
| Ursula Happe | Schwimmen      | 200 m Brust                             |
| Silber |                |                                         |
| Karl-Friedrich Haas | Leichtathletik | 400 m                                   |
| Klaus Richtzenhain | Leichtathletik | 1500 m                                  |
| Christa Stubnick | Leichtathletik | 100 m                                   |
| Christa Stubnick | Leichtathletik | 200 m                                   |
| Gisela Köhler | Leichtathletik | 80 m Hürden                             |
| Harry Kurschat | Boxen          | Leichtgewicht                           |
| Fritz Briel Theo Kleine | Kanu           | Zweier-Kajak 10.000 m                   |
| Therese Zenz | Kanu           | Einer-Kajak 500 m                       |
| August Lütke-Westhues mit Trux von Kamax | Reiten         | Vielseitigkeit Einzel                   |
| August Lütke-Westhues mit Trux von Kamax Otto Rothe mit Sissi Klaus Wagner mit Prinzess                                                                                   | Reiten         | Vielseitigkeit Mannschaft               |
| Liselott Linsenhoff mit Adular Anneliese Küppers mit Afrika Hannelore Weygand mit Perkunos                                                                                | Reiten         | Dressur Mannschaft                      |
| Karl-Heinrich von Groddeck Horst Arndt Rainer Borkowsky | Rudern         | Zweier mit Steuermann                   |
| Wilfried Dietrich | Ringen         | Schwergewicht griechisch-römischer Stil |
| Bronze |                |                                         |
| Leonhard Pohl Manfred Germar Heinz Fütterer Lothar Knörzer | Leichtathletik | 4 × 100-m-Staffel                       |
| Marianne Werner | Leichtathletik | Kugelstoßen                             |
| Michel Scheuer | Kanu           | Einer-Kajak 10.000 m                    |
| Gustav-Adolf Schur Horst Tüller Erich Hagen Reinhold Pommer | Radsport       | Mannschaftswertung                      |
| Liselott Linsenhoff mit Adular | Reiten         | Dressur Einzel                          |
| Günther Brennecke Hugo Budinger Werner Delmes Hugo Dollheiser Eberhard Ferstl Alfred Lücker Helmut Nonn Wolfgang Nonn Heinz Radzikowski Werner Rosenbaum Günther Ullerich | Hockey         | Mannschaft                              |
| Eva-Maria ten Elsen | Schwimmen      | 200 m Brust                             |

## Teilnehmer nach Sportarten

### Boxen
| Athleten          | Wettbewerb        | 1. Runde  | 1. Runde                | Achtelfinale  | Achtelfinale            | Viertelfinale | Viertelfinale           | Halbfinale    | Halbfinale        | Finale        | Finale                  | Rang   |
| Athleten          | Wettbewerb        | Gegner    | Ergebnis                | Gegner        | Ergebnis                | Gegner        | Ergebnis                | Gegner        | Ergebnis          | Gegner        | Ergebnis                | Rang   |
| ----------------- | ----------------- | --------- | ----------------------- | ------------- | ----------------------- | ------------- | ----------------------- | ------------- | ----------------- | ------------- | ----------------------- | ------ |
| Männer            |                   |           |                         |               |                         |               |                         |               |                   |               |                         |        |
| Edgar Basel       | Fliegengewicht    | Stolnikow | Niederlage nach Punkten | ausgeschieden | ausgeschieden           | ausgeschieden | ausgeschieden           | ausgeschieden | ausgeschieden     | ausgeschieden | ausgeschieden           | 17     |
| Wolfgang Behrendt | Bantamgewicht     | Freilos   | Freilos                 | Ottesen       | Sieg durch K. o.        | Reilly        | Sieg nach Punkten       | Gilroy        | Sieg nach Punkten | Song          | Sieg nach Punkten       | Gold   |
| Bernhard Schröter | Federgewicht      | Meléndres | Sieg nach Punkten       | Hämäläinen    | Niederlage nach Punkten | ausgeschieden | ausgeschieden           | ausgeschieden | ausgeschieden     | ausgeschieden | ausgeschieden           | 9      |
| Harry Kurschat    | Leichtgewicht     | Freilos   | Freilos                 | Espinosa      | Sieg nach Punkten       | Milewski      | Sieg durch K. o.        | Byrne         | Sieg nach Punkten | McTaggart     | Niederlage nach Punkten | Silber |
| Willi Roth        | Halbweltergewicht | Schuster  | Sieg nach Punkten       | Nenci         | Niederlage nach Punkten | ausgeschieden | ausgeschieden           | ausgeschieden | ausgeschieden     | ausgeschieden | ausgeschieden           | 9      |
| Ulrich Kienast    | Halbmittelgewicht | –         | –                       | Montgomery    | Sieg nach Punkten       | McCormack     | Niederlage durch K. o.  | ausgeschieden | ausgeschieden     | ausgeschieden | ausgeschieden           | 5      |
| Dieter Wemhöner   | Mittelgewicht     | –         | –                       | Redrup        | Sieg nach Punkten       | Zalazar       | Niederlage nach Punkten | ausgeschieden | ausgeschieden     | ausgeschieden | ausgeschieden           | 5      |
| Ulli Nitzschke    | Schwergewicht     | –         | –                       | Freilos       | Freilos                 | Bozzano       | Niederlage nach Punkten | ausgeschieden | ausgeschieden     | ausgeschieden | ausgeschieden           | 5      |

### Fechten
| Athleten         | Wettbewerb | 1. Runde | 1. Runde | Viertelfinale | Viertelfinale | Halbfinale    | Halbfinale    | Finale        | Finale        | Rang |
| Athleten         | Wettbewerb | Siege    | Rang     | Siege         | Rang          | Siege         | Rang          | Siege         | Rang          | Rang |
| ---------------- | ---------- | -------- | -------- | ------------- | ------------- | ------------- | ------------- | ------------- | ------------- | ---- |
| Männer           |            |          |          |               |               |               |               |               |               |      |
| Günter Stratmann | Degen      | 5        | 2        | 2             | 5             | ausgeschieden | ausgeschieden | ausgeschieden | ausgeschieden | 17   |
| Günter Stratmann | Florett    | 4        | 4        | –             | –             | 4             | 5             | ausgeschieden | ausgeschieden | 9    |
| Günter Stratmann | Säbel      | 3        | 2        | 3             | 4             | 3             | 6             | ausgeschieden | ausgeschieden | 9    |

### Fußball
| Wettbewerb    | Männer |
| ------------- | --- |
| Athleten      | Albert Brülls Manfred Eglin Rolf Geiger Willi Gerdau Albert Görtz Ernst-Günter Habig Hermann Höfer Karl Hoffmann Rudolf Hoffmann Günter Jäger Matthias Mauritz Herbert Schäfer Max Schwall Fritz Semmelmann Johann Zeitler |
| Trainer       | Sepp Herberger |
| Achtelfinale  | Sowjetunion 1:2 (0:1) |
| Viertelfinale | ausgeschieden |
| Halbfinale    | ausgeschieden |
| Finale        | ausgeschieden |
| Platzierung   | 9 |

### Gewichtheben
| Athleten    | Wettbewerb                | Militärpresse | Militärpresse | Reißen   | Reißen | Stoßen   | Stoßen | Gesamt   | Gesamt |
| Athleten    | Wettbewerb                | Gewicht       | Rang          | Gewicht  | Rang   | Gewicht  | Rang   | Gewicht  | Rang   |
| ----------- | ------------------------- | ------------- | ------------- | -------- | ------ | -------- | ------ | -------- | ------ |
| Männer      |                           |               |               |          |        |          |        |          |        |
| Georg Miske | Federgewicht bis 60 kg    | 100,0 kg      | 5             | 95,0 kg  | 7      | 125,0 kg | 6      | 320,0 kg | 6      |
| Willi Kolb  | Leichtgewicht bis 67,5 kg | 110,0 kg      | 5             | 100,0 kg | 7      | 130,0 kg | 13     | 340,0 kg | 12     |

### Hockey
| Wettbewerb       | Männer |
| ---------------- | --- |
| Athleten         | Günther Brennecke Hugo Budinger Werner Delmes Hugo Dollheiser Eberhard Ferstl Alfred Lücker Helmut Nonn Wolfgang Nonn Heinz Radzikowski Werner Rosenbaum Günther Ullerich |
| Vorrunde         | Neuseeland 5:4 (3:3) Belgien 0:0 Pakistan 0:0 |
| Halbfinale       | Indien 0:1 (0:0) |
| Spiel um Platz 3 | Großbritannien 3:1 (2:1) |
| Platzierung      | Bronze |

### Kanu
| Athleten                            | Wettbewerb   | Vorlauf    | Vorlauf | Finale      | Finale | Rang   |
| Athleten                            | Wettbewerb   | Zeit       | Rang    | Zeit        | Rang   | Rang   |
| ----------------------------------- | ------------ | ---------- | ------- | ----------- | ------ | ------ |
| Frauen                              |              |            |         |             |        |        |
| Therese Zenz                        | K-1 500 m    | 2:17,6 min | 1       | 2:19,6 min  | 2      | Silber |
| Männer                              |              |            |         |             |        |        |
| Ernst Steinhauer                    | K-1 1000 m   | 4:24,8 min | 3       | 4:25,5 min  | 8      | 8      |
| Michel Scheuer                      | K-1 10.000 m | –          | –       | 48:00,3 min | 3      | Bronze |
| Michel Scheuer Meinrad Miltenberger | K-2 1000 m   | 3:56,4 min | 2       | 3:49,6 min  | 1      | Gold   |
| Fritz Briel Theo Kleine             | K-2 10.000 m | –          | –       | 43:40,6 min | 2      | Silber |
| Franz Johannsen                     | C-1 1000 m   | –          | –       | 5:18,6 min  | 5      | 5      |
| Franz Johannsen                     | C-1 10.000 m | –          | –       | 58:50,1 min | 5      | 5      |
| Egon Drews Herbert Kirschner        | C-2 1000 m   | 5:19,8 min | 10      | DSQ         | DSQ    | DSQ    |
| Egon Drews Wilfried Soltau          | C-2 10.000 m | –          | –       | 55:21,1 min | 4      | 4      |

Gustav Schmidt blieb ohne Einsatz.

### Leichtathletik
| Athleten                                                         | Wettbewerb        | Vorlauf     | Vorlauf | Viertelfinale | Viertelfinale | Halbfinale    | Halbfinale    | Finale        | Finale        | Rang          |
| Athleten                                                         | Wettbewerb        | Zeit        | Rang    | Zeit          | Rang          | Zeit          | Rang          | Zeit          | Rang          | Rang          |
| ---------------------------------------------------------------- | ----------------- | ----------- | ------- | ------------- | ------------- | ------------- | ------------- | ------------- | ------------- | ------------- |
| Frauen                                                           |                   |             |         |               |               |               |               |               |               |               |
| Inge Fuhrmann                                                    | 100 m             | 12,2 s      | 17      | –             | –             | ausgeschieden | ausgeschieden | ausgeschieden | ausgeschieden | 17            |
| Inge Fuhrmann                                                    | 200 m             | 24,7 s      | 9       | –             | –             | ausgeschieden | ausgeschieden | ausgeschieden | ausgeschieden | 14            |
| Christa Stubnick                                                 | 100 m             | 11,7 s      | 6       | –             | –             | 11,9 s        | 4             | 11,7 s        | 2             | Silber        |
| Christa Stubnick                                                 | 200 m             | 24,5 s      | 7       | –             | –             | 23,9 s        | 2             | 23,7 s        | 2             | Silber        |
| Gisela Köhler                                                    | 100 m             | 11,7 s      | 6       | –             | –             | 11,9 s        | 4             | ausgeschieden | ausgeschieden | 7             |
| Gisela Köhler                                                    | 200 m             | 24,4 s      | 6       | –             | –             | 24,3 s        | 5             | 24,3 s        | 6             | 6             |
| Gisela Köhler                                                    | 80 m Hürden       | 11,0 s      | 6       | –             | –             | 10,8 s        | 1             | 10,9 s        | 2             | Silber        |
| Zenta Gastl                                                      | 80 m Hürden       | 10,9 s      | 3       | –             | –             | 11,1 s        | 6             | ausgeschieden | ausgeschieden | 7             |
| Maria Sander                                                     | 80 m Hürden       | 11,1 s      | 7       | –             | –             | ausgeschieden | ausgeschieden | ausgeschieden | ausgeschieden | 13            |
| Bärbel Mayer Maria Sander Christa Stubnick Gisela Köhler         | 4 × 100-m-Staffel | 44,9 s      | 1       | –             | –             | –             | –             | 47,2 s        | 6             | 6             |
| Männer                                                           |                   |             |         |               |               |               |               |               |               |               |
| Heinz Fütterer                                                   | 100 m             | 11,10 s     | 9       | 10,99 s       | 18            | ausgeschieden | ausgeschieden | ausgeschieden | ausgeschieden | 18            |
| Manfred Steinbach                                                | 100 m             | 10,99 s     | 16      | ausgeschieden | ausgeschieden | ausgeschieden | ausgeschieden | ausgeschieden | ausgeschieden | 25            |
| Manfred Germar                                                   | 100 m             | 10,91 s     | 24      | 10,80 s       | 8             | 10,85 s       | 8             | 10,86 s       | 5             | 5             |
| Manfred Germar                                                   | 200 m             | 21,88 s     | 17      | DNS           | DNS           | ausgeschieden | ausgeschieden | ausgeschieden | ausgeschieden | ausgeschieden |
| Leonhard Pohl                                                    | 200 m             | 21,78 s     | 9       | 21,49 s       | 7             | 21,64 s       | 5             | ausgeschieden | ausgeschieden | 8             |
| Karl-Friedrich Haas                                              | 200 m             | 21,56 s     | 2       | 21,68 s       | 12            | 21,74 s       | 8             | ausgeschieden | ausgeschieden | 9             |
| Karl-Friedrich Haas                                              | 400 m             | 47,29 s     | 1       | 47,37 s       | 4             | 46,29 s       | 3             | 47,12 s       | 2             | Silber        |
| Jürgen Kühl                                                      | 400 m             | 48,74 s     | 13      | 48,23 s       | 18            | ausgeschieden | ausgeschieden | ausgeschieden | ausgeschieden | 18            |
| Horst Mann                                                       | 400 m             | DNF         | DNF     | ausgeschieden | ausgeschieden | ausgeschieden | ausgeschieden | ausgeschieden | ausgeschieden | ausgeschieden |
| Paul Schmidt                                                     | 800 m             | 1:55,71 min | 28      | –             | –             | ausgeschieden | ausgeschieden | ausgeschieden | ausgeschieden | 28            |
| Günter Dohrow                                                    | 800 m             | 1:53,90 min | 25      | –             | –             | ausgeschieden | ausgeschieden | ausgeschieden | ausgeschieden | 25            |
| Günter Dohrow                                                    | 1500 m            | 3:58,0 min  | 30      | –             | –             | –             | –             | ausgeschieden | ausgeschieden | 30            |
| Klaus Richtzenhain                                               | 800 m             | 1:53,47 min | 23      | –             | –             | ausgeschieden | ausgeschieden | ausgeschieden | ausgeschieden | 23            |
| Klaus Richtzenhain                                               | 1500 m            | 3:46,6 min  | 2       | –             | –             | –             | –             | 3:42,0 min    | 2             | Silber        |
| Siegfried Herrmann                                               | 1500 m            | DNF         | DNF     | –             | –             | –             | –             | ausgeschieden | ausgeschieden | ausgeschieden |
| Friedrich Janke                                                  | 5000 m            | 14:40,6 min | 18      | –             | –             | –             | –             | ausgeschieden | ausgeschieden | 18            |
| Herbert Schade                                                   | 5000 m            | 14:18,8 min | 4       | –             | –             | –             | –             | 14:31,8 min   | 12            | 12            |
| Herbert Schade                                                   | 10.000 m          | –           | –       | –             | –             | –             | –             | 30:00,6 min   | 9             | 9             |
| Klaus Porbadnik                                                  | 10.000 m          | –           | –       | –             | –             | –             | –             | unbekannt     | 17            | 17            |
| Klaus Porbadnik                                                  | Marathon          | –           | –       | –             | –             | –             | –             | DNF           | DNF           | DNF           |
| Walter Konrad                                                    | 10.000 m          | –           | –       | –             | –             | –             | –             | unbekannt     | 17            | 13            |
| Martin Lauer                                                     | 110 m Hürden      | 14,2 s      | 4       | –             | –             | 14,4 s        | 4             | 14,5 s        | 4             | 4             |
| Bert Steines                                                     | 110 m Hürden      | 14,3 s      | 5       | –             | –             | 14,5 s        | 5             | ausgeschieden | ausgeschieden | 7             |
| Heinz Laufer                                                     | 3000 m Hindernis  | 8:53,0 min  | 7       | –             | –             | –             | –             | 8:44,4 min    | 4             | 4             |
| Dieter Lindner                                                   | 20 km Gehen       | –           | –       | –             | –             | –             | –             | DSQ           | DSQ           | DSQ           |
| Lothar Beckert                                                   | Marathon          | –           | –       | –             | –             | –             | –             | 2:42,10 min   | 19            | 19            |
| Kurt Hartung                                                     | Marathon          | –           | –       | –             | –             | –             | –             | 2:52,14 min   | 28            | 28            |
| Leonhard Pohl Manfred Germar Heinz Fütterer Lothar Knörzer       | 4 × 100-m-Staffel | 40,8 s      | 3       | –             | –             | 40,5 s        | 3             | 40,3 s        | 3             | Bronze        |
| Walter Oberste Manfred Poerschke Jürgen Kühl Karl-Friedrich Haas | 4 × 400-m-Staffel | 3:09,8 min  | 4       | –             | –             | –             | –             | 3:08,2 min    | 4             | 4             |

Springen und Werfen
| Athleten              | Wettbewerb     | Qualifikation | Qualifikation | Finale        | Finale        | Rang   |
| Athleten              | Wettbewerb     | Weite/Höhe    | Rang          | Weite/Höhe    | Rang          | Rang   |
| --------------------- | -------------- | ------------- | ------------- | ------------- | ------------- | ------ |
| Frauen                |                |               |               |               |               |        |
| Inge Kilian           | Hochsprung     | 1,58 m        | 17            | 1,55 m        | 18            | 18     |
| Erika Fisch           | Weitsprung     | 5,78 m        | 9             | 5,89 m        | 4             | 4      |
| Helga Hoffmann        | Weitsprung     | 5,73 m        | 11            | 5,73 m        | 10            | 10     |
| Johanna Lüttge        | Kugelstoßen    | 14,00 m       | 4             | 13,88 m       | 11            | 11     |
| Marianne Werner       | Kugelstoßen    | 14,21 m       | 2             | 15,61 m OR    | 3             | Bronze |
| Marianne Werner       | Diskuswurf     | 43,41 m       | 10            | 43,34 m       | 10            | 10     |
| Anne-Chatrine Lafrenz | Kugelstoßen    | 13,00 m       | 15            | 13,72 m       | 12            | 12     |
| Anne-Chatrine Lafrenz | Diskuswurf     | 41,18 m       | 15            | ausgeschieden | ausgeschieden | 15     |
| Almut Brömmel         | Diskuswurf     | 35,47 m       | 22            | ausgeschieden | ausgeschieden | 22     |
| Almut Brömmel         | Speerwurf      | 44,55 m       | 10            | 44,67 m       | 13            | 13     |
| Erika Raue            | Speerwurf      | 43,85 m       | 13            | 45,87 m       | 10            | 10     |
| Männer                |                |               |               |               |               |        |
| Manfred Preußger      | Stabhochsprung | 4,15 m        | 12            | 4,25 m        | 8             | 8      |
| Karl-Heinz Wegmann    | Kugelstoßen    | 15,73 m       | 9             | 16,63 m       | 7             | 7      |
| Herbert Koschel       | Speerwurf      | 72,90 m       | 4             | 74,68 m       | 4             | 4      |
| Heinrich Will         | Speerwurf      | 70,38 m       | 10            | 69,86 m       | 9             | 9      |

Mehrkampf
| Athleten         | 100 m  | 100 m | Weitsprung | Weitsprung | Kugelstoßen | Kugelstoßen | Hochsprung | Hochsprung | 400 m  | 400 m | 110 m Hürden | 110 m Hürden | Diskuswurf | Diskuswurf | Stabhochsprung | Stabhochsprung | Speerwurf | Speerwurf | 1500 m     | 1500 m | Punkte | Rang |
| Athleten         | Zeit   | Pkte. | Weite      | Pkte.      | Weite       | Pkte.       | Höhe       | Pkte.      | Zeit   | Pkte. | Zeit         | Pkte.        | Weite      | Pkte.      | Höhe           | Pkte.          | Weite     | Pkte.     | Zeit       | Pkte.  | Punkte | Rang |
| ---------------- | ------ | ----- | ---------- | ---------- | ----------- | ----------- | ---------- | ---------- | ------ | ----- | ------------ | ------------ | ---------- | ---------- | -------------- | -------------- | --------- | --------- | ---------- | ------ | ------ | ---- |
| Zehnkampf Männer |        |       |            |            |             |             |            |            |        |       |              |              |            |            |                |                |           |           |            |        |        |      |
| Martin Lauer     | 11,1 s | 870   | 6,83 m     | 734        | 12,86 m     | 659         | 1,83 m     | 806        | 48,2 s | 995   | 14,7 s       | 894          | 39,38 m    | 609        | 3,10 m         | 364            | 50,66 m   | 540       | 4:43,8 min | 382    | 6853   | 5    |
| Walter Meier     | 11,3 s | 800   | 6,80 m     | 725        | 12,99 m     | 671         | 1,86 m     | 845        | 49,3 s | 900   | 16,1 s       | 575          | 37,59 m    | 562        | 3,70 m         | 596            | 47,97 m   | 492       | 4:20,6 min | 607    | 6773   | 6    |

### Radsport

#### Bahn
| Athleten                                                      | Wettbewerb                   | Runde 1    | Hoffnungslauf | Viertelfinale | Halbfinale    | Finale        | Rang          |
| Athleten                                                      | Wettbewerb                   | Zeit       | Zeit          | Zeit          | Zeit          | Zeit          | Rang          |
| ------------------------------------------------------------- | ---------------------------- | ---------- | ------------- | ------------- | ------------- | ------------- | ------------- |
| Männer                                                        |                              |            |               |               |               |               |               |
| Günther Ziegler Fritz Neuser                                  | 2000 m Tandem Sprint         |            | DNF           | ausgeschieden | ausgeschieden | ausgeschieden | ausgeschieden |
| Werner Malitz Manfred Gieseler Siegfried Köhler Rolf Nitzsche | 4000 m Mannschaftsverfolgung | 4:59,4 min | –             | ausgeschieden | ausgeschieden | ausgeschieden | 9             |

#### Straße
| Athleten                                                    | Wettbewerb                       | Zeit/Punkte | Rang   |
| ----------------------------------------------------------- | -------------------------------- | ----------- | ------ |
| Männer                                                      |                                  |             |        |
| Gustav-Adolf Schur                                          | Straßenrennen                    | 5:23:16 h   | 5      |
| Horst Tüller                                                | Straßenrennen                    | 5:23:16 h   | 4      |
| Erich Hagen                                                 | Straßenrennen                    | 5:26:38 h   | 22     |
| Reinhold Pommer                                             | Straßenrennen                    | 5:24:38 h   | 18     |
| Gustav-Adolf Schur Horst Tüller Erich Hagen Reinhold Pommer | Straßenrennen Mannschaftswertung | 27 Punkte   | Bronze |

### Reiten
| Dressur                                                                                    |            |         |        |
| Athleten                                                                                   | Wettbewerb | Punkte  | Rang   |
| Liselott Linsenhoff mit Adular                                                             | Einzel     | 832,00  | Bronze |
| Anneliese Küppers mit Afrika                                                               | Einzel     | 729,00  | 14     |
| Hannelore Weygand mit Perkunos                                                             | Einzel     | 785,00  | 9      |
| Liselott Linsenhoff mit Adular Anneliese Küppers mit Afrika Hannelore Weygand mit Perkunos | Mannschaft | 2346,00 | Silber |

| Springen                                                                                |            |             |             |             |      |
| Athleten                                                                                | Wettbewerb | Strafpunkte | Strafpunkte | Strafpunkte | Rang |
| Athleten                                                                                | Wettbewerb | 1. Umlauf   | 2. Umlauf   | Gesamt      | Rang |
| Hans Günter Winkler mit Halla                                                           | Einzel     | 4,00        | 0,00        | 4,00        | Gold |
| Alfons Lütke-Westhues mit Ala                                                           | Einzel     | 16,00       | 8,00        | 24,00       | 11   |
| Fritz Thiedemann mit Meteor                                                             | Einzel     | 8,00        | 4,00        | 12,00       | 4    |
| Hans Günter Winkler mit Halla Alfons Lütke-Westhues mit Ala Fritz Thiedemann mit Meteor | Mannschaft | 28,00       | 12,00       | 40,00       | Gold |

| Vielseitigkeit                                                                          |            |                     |                     |                      |                    |        |
| Athleten                                                                                | Wettbewerb | Minuspunkte Dressur | Minuspunkte Gelände | Minuspunkte Springen | Minuspunkte Gesamt | Rang   |
| August Lütke-Westhues mit Trux von Kamax                                                | Einzel     | 129,60              | 64,73               | 20,00                | 84,87              | Silber |
| Otto Rothe mit Sissi                                                                    | Einzel     | 98,40               | 49,64               | 10,00                | 158,04             | 15     |
| Klaus Wagner mit Prinzess                                                               | Einzel     | 102,40              | 130,60              | 0,00                 | 233,00             | 21     |
| August Lütke-Westhues mit Trux von Kamax Otto Rothe mit Sissi Klaus Wagner mit Prinzess | Mannschaft | 330,40              | 115,51              | 30,00                | 475,91             | Silber |

### Ringen
| Athleten           | Wettbewerb                       | 1. Runde            | 1. Runde      | 2. Runde           | 2. Runde            | 3. Runde          | 3. Runde            | 4. Runde           | 4. Runde            | 5. Runde      | 5. Runde      | Finalrunde        | Finalrunde    | Rang   |
| Athleten           | Wettbewerb                       | Gegner              | Ergebnis      | Gegner             | Ergebnis            | Gegner            | Ergebnis            | Gegner             | Ergebnis            | Gegner        | Ergebnis      | Gegner            | Ergebnis      | Rang   |
| ------------------ | -------------------------------- | ------------------- | ------------- | ------------------ | ------------------- | ----------------- | ------------------- | ------------------ | ------------------- | ------------- | ------------- | ----------------- | ------------- | ------ |
| Männer             |                                  |                     |               |                    |                     |                   |                     |                    |                     |               |               |                   |               |        |
| Fred Kämmerer      | Griechisch-römisch Bantamgewicht | Franz Brunner       | 2:1           | Freilos            | Freilos             | Kent Townley      | 3:0                 | Francisc Horvath   | 0:3                 | ausgeschieden | ausgeschieden | ausgeschieden     | ausgeschieden | 5      |
| Fred Kämmerer      | Freistil Bantamgewicht           | Tarashkeswar Pandey | 3:0           | Adolfo Díaz        | 3:0                 | ausgeschieden     | ausgeschieden       | ausgeschieden      | ausgeschieden       | ausgeschieden | ausgeschieden | ausgeschieden     | ausgeschieden | 6      |
| Siegfried Schäfer  | Griechisch-römisch Weltergewicht | Fred Murphy         | Schulter-sieg | Veikko Rantanen    | 0:3                 | Wladimir Manejew  | 1:2                 | ausgeschieden      | ausgeschieden       | ausgeschieden | ausgeschieden | ausgeschieden     | ausgeschieden | 5      |
| Alfred Tischendorf | Freistil Weltergewicht           | Muhammad Latif      | 3:0           | Vakhtang Balavadze | Schulter-niederlage | Per Berlin        | 0:3                 | ausgeschieden      | ausgeschieden       | ausgeschieden | ausgeschieden | ausgeschieden     | ausgeschieden | 8      |
| Johann Sterr       | Griechisch-römisch Mittelgewicht | İsmet Atlı          | Schulter-sieg | Jim Peckham        | 1:2                 | Freilos           | Freilos             | Rune Jansson       | 0:3                 | ausgeschieden | ausgeschieden | ausgeschieden     | ausgeschieden | 4      |
| Johann Sterr       | Freistil Mittelgewicht           | Nicolas Arcales     | Schulter-sieg | Bengt Lindblad     | Schulter-sieg       | Nikola Stantschew | Schulter-niederlage | Giorgi Schirtladse | Schulter-niederlage | ausgeschieden | ausgeschieden | ausgeschieden     | ausgeschieden | 5      |
| Wilfried Dietrich  | Griechisch-römisch Schwergewicht | Anatoli Parfjonow   | 1:2           | Yusein Mekhmedow   | Schulter-sieg       | Bertil Antonsson  | 3:0                 | Hamit Kaplan       | 3:0                 | Freilos       | Freilos       | Adelmo Bulgarelli | 3:0           | Silber |

### Rudern
| Athleten                                                   | Wettbewerb             | Vorlauf    | Vorlauf | Vorlauf       | Hoffnungslauf | Hoffnungslauf | Hoffnungslauf | Halbfinale | Halbfinale | Halbfinale    | Finale        | Finale        | Rang   |
| Athleten                                                   | Wettbewerb             | Zeit       | Platz   | Qualifikation | Zeit          | Platz         | Qualifikation | Zeit       | Platz      | Qualifikation | Zeit          | Platz         | Rang   |
| ---------------------------------------------------------- | ---------------------- | ---------- | ------- | ------------- | ------------- | ------------- | ------------- | ---------- | ---------- | ------------- | ------------- | ------------- | ------ |
| Männer                                                     |                        |            |         |               |               |               |               |            |            |               |               |               |        |
| Klaus von Fersen                                           | Einer                  | 7:34,4 min | 2       | Halbfinale    | –             | –             | –             | 9:23,2 min | 4          | ausgeschieden | ausgeschieden | ausgeschieden | 7      |
| Thomas Schneider Kurt Hipper                               | Doppelzweier           | 6:55,8 min | 2       | Hoffnungslauf | 8:16,7 min    | 1             | Finale        | –          | –          | –             | 7:41,7 min    | 4             | 4      |
| Helmut Sauermilch Claus Heß                                | Zweier ohne Steuermann | 7:30,1 min | 1       | Halbfinale    | –             | –             | –             | 8:52,3 min | 3          | ausgeschieden | ausgeschieden | ausgeschieden | 7      |
| Karl-Heinrich von Groddeck Horst Arndt Rainer Borkowsky    | Zweier mit Steuermann  | 8:03,3 min | 1       | Halbfinale    | –             | –             | –             | 9:24,1 min | 1          | Finale        | 8:29,2 min    | 2             | Silber |
| Wilhelm Montag Horst Stobbe Gunther Kaschlun Manfred Fitze | Vierer ohne Steuermann | 6:48,1 min | 2       | Hoffnungslauf | 8:27,2 min    | 1             | Halbfinale    | 8:19,8 min | 3          | ausgeschieden | ausgeschieden | ausgeschieden | 5      |

### Schießen
| Athleten    | Wettbewerb                               | Ringe/Scheiben | Rang |
| ----------- | ---------------------------------------- | -------------- | ---- |
| Männer      |                                          |                |      |
| Albert Sigl | Kleinkaliber Dreistellungskampf 50 Meter | 1154           | 11   |
| Albert Sigl | Kleinkaliber liegend 50 Meter            | 593            | 27   |
| Rudi Sigl   | Kleinkaliber Dreistellungskampf 50 Meter | 1155           | 9    |
| Rudi Sigl   | Kleinkaliber liegend 50 Meter            | 596            | 11   |

### Schwimmen
| Athleten                                                  | Wettbewerb                | Vorlauf     | Vorlauf | Halbfinale    | Halbfinale    | Finale        | Finale        | Rang   |
| Athleten                                                  | Wettbewerb                | Zeit        | Rang    | Zeit          | Rang          | Zeit          | Rang          | Rang   |
| --------------------------------------------------------- | ------------------------- | ----------- | ------- | ------------- | ------------- | ------------- | ------------- | ------ |
| Frauen                                                    |                           |             |         |               |               |               |               |        |
| Birgit Klomp                                              | 100 m Freistil            | 1:07,7 min  | 15      | 1:07,9 min    | 16            | ausgeschieden | ausgeschieden | 16     |
| Katharine Jansen                                          | 100 m Freistil            | 1:08,3 min  | 19      | ausgeschieden | ausgeschieden | ausgeschieden | ausgeschieden | 19     |
| Christel Steffin                                          | 100 m Freistil            | 1:08,1 min  | 18      | ausgeschieden | ausgeschieden | ausgeschieden | ausgeschieden | 18     |
| Ingrid Künzel                                             | 400 m Freistil            | 5:20,8 min  | 14      | –             | –             | ausgeschieden | ausgeschieden | 14     |
| Helga Schmidt                                             | 100 m Rücken              | 1:14,8 min  | 5       | –             | –             | 1:13,4 min    | 4             | 4      |
| Ursula Happe                                              | 200 m Brust               | 2:54,1 min  | 1       | –             | –             | 2:53,1 min OR | 1             | Gold   |
| Eva-Maria ten Elsen                                       | 200 m Brust               | 2:57,5 min  | 6       | –             | –             | 2:55,1 min    | 3             | Bronze |
| Jutta Langenau                                            | 100 m Schmetterling       | 1:17,4 min  | 8       | –             | –             | 1:17,4 min    | 6             | 6      |
| Ingrid Künzel Hertha Haase Katharine Jansen Birgit Klomp  | 4 × 100-m-Freistilstaffel | 4:27,5 min  | 4       | –             | –             | 4:26,1 min    | 4             | 4      |
| Männer                                                    |                           |             |         |               |               |               |               |        |
| Horst Bleeker                                             | 100 m Freistil            | 1:00,1 min  | 26      | ausgeschieden | ausgeschieden | ausgeschieden | ausgeschieden | 26     |
| Paul Voell                                                | 100 m Freistil            | 58,4 s      | 12      | 58,6 s        | 13            | ausgeschieden | ausgeschieden | 13     |
| Hans Köhler                                               | 100 m Freistil            | 59,8 s      | 22      | ausgeschieden | ausgeschieden | ausgeschieden | ausgeschieden | 22     |
| Hans Köhler                                               | 400 m Freistil            | 4:43,5 min  | 18      | –             | –             | ausgeschieden | ausgeschieden | 18     |
| Hans Zierold                                              | 400 m Freistil            | 4:35,7 min  | 4       | –             | –             | 4:34,6 min    | 5             | 5      |
| Hans-Joachim Reich                                        | 1500 m Freistil           | 19:28,6 min | 17      | –             | –             | ausgeschieden | ausgeschieden | 17     |
| Dieter Pfeifer                                            | 100 m Rücken              | 1:06,7 min  | 13      | 1:07,6 min    | 13            | ausgeschieden | ausgeschieden | 13     |
| Ekkehard Miersch                                          | 100 m Rücken              | 1:07,5 min  | 16      | 1:06,6 min    | 12            | ausgeschieden | ausgeschieden | 12     |
| Herbert Klein                                             | 200 m Brust               | DSQ         | DSQ     | –             | –             | ausgeschieden | ausgeschieden | DSQ    |
| Horst Weber                                               | 200 m Schmetterling       | 2:34,4 min  | 11      | –             | –             | ausgeschieden | ausgeschieden | 11     |
| Hans Köhler Hans-Joachim Reich Hans Zierold Horst Bleeker | 4 × 200-m-Freistilstaffel | 8:42,5 min  | 6       | –             | –             | 8:43,4 min    | 5             | 5      |

### Segeln
| Athleten                                   | Wettbewerb     | 1. Rennen | 1. Rennen | 2. Rennen | 2. Rennen | 3. Rennen | 3. Rennen | 4. Rennen | 4. Rennen | 5. Rennen | 5. Rennen | 6. Rennen | 6. Rennen | 7. Rennen | 7. Rennen | Punkte | Rang |
| Athleten                                   | Wettbewerb     | Punkte    | Rang      | Punkte    | Rang      | Punkte    | Rang      | Punkte    | Rang      | Punkte    | Rang      | Punkte    | Rang      | Punkte    | Rang      | Punkte | Rang |
| ------------------------------------------ | -------------- | --------- | --------- | --------- | --------- | --------- | --------- | --------- | --------- | --------- | --------- | --------- | --------- | --------- | --------- | ------ | ---- |
| Männer                                     |                |           |           |           |           |           |           |           |           |           |           |           |           |           |           |        |      |
| Jürgen Vogler                              | Finn Dinghy    | DNF       | DNF       | 925       | 3         | 1101      | 2         | 448       | 9         |           |           | 800       | 4         | 925       | 3         | 4199   | 4    |
| Theodor Thomsen Erich Natusch Georg Nowka  | Drachen        | 606       | 5         | 527       | 6         | 606       | 5         | 351       | 9         | 606       | 5         | DNF       | DNF       | 226       | 12        | 2922   | 10   |
| Hans Lubinus Adolf Stein Ludwig Bielenberg | 5,5-m-R-Klasse | 198       | 8         | 101       | 10        | 198       | 8         | 256       | 7         | 101       | 10        | 147       | 9         | 147       | 9         | 1148   | 10   |
| Rolf Mulka Ingo von Bredow                 | Sharpie        | 370       | 7         | 261       | 9         | 1215      | 1         | DNF       | DNF       | 312       | 8         | 312       | 8         | 370       | 7         | 2840   | 6    |

Karl-Heinz Wegener blieb ohne Einsatz.

### Turnen
| Athleten                                                               | Wettbewerb           | Punkte | Rang |
| ---------------------------------------------------------------------- | -------------------- | ------ | ---- |
| Männer                                                                 |                      |        |      |
| Helmut Bantz                                                           | Boden                | 18,75  | 8    |
| Helmut Bantz                                                           | Pferdsprung          | 18,85  | Gold |
| Helmut Bantz                                                           | Barren               | 18,80  | 13   |
| Helmut Bantz                                                           | Reck                 | 19,15  | 6    |
| Helmut Bantz                                                           | Ringe                | 18,60  | 18   |
| Helmut Bantz                                                           | Pauschenpferd        | 18,75  | 12   |
| Helmut Bantz                                                           | Mehrkampf Einzel     | 112,90 | 6    |
| Robert Klein                                                           | Boden                | 18,50  | 16   |
| Robert Klein                                                           | Pferdsprung          | 18,60  | 7    |
| Robert Klein                                                           | Barren               | 18,30  | 33   |
| Robert Klein                                                           | Reck                 | 18,45  | 29   |
| Robert Klein                                                           | Ringe                | 18,75  | 14   |
| Robert Klein                                                           | Pauschenpferd        | 18,00  | 36   |
| Robert Klein                                                           | Mehrkampf Einzel     | 110,60 | 20   |
| Jakob Kiefer                                                           | Boden                | 18,00  | 38   |
| Jakob Kiefer                                                           | Pferdsprung          | 18,60  | 7    |
| Jakob Kiefer                                                           | Barren               | 17,65  | 48   |
| Jakob Kiefer                                                           | Reck                 | 18,65  | 22   |
| Jakob Kiefer                                                           | Ringe                | 16,50  | 48   |
| Jakob Kiefer                                                           | Pauschenpferd        | 18,05  | 33   |
| Jakob Kiefer                                                           | Mehrkampf Einzel     | 107,45 | 42   |
| Hans Pfann                                                             | Boden                | 18,15  | 33   |
| Hans Pfann                                                             | Pferdsprung          | 18,30  | 33   |
| Hans Pfann                                                             | Barren               | 18,55  | 23   |
| Hans Pfann                                                             | Reck                 | 17,75  | 48   |
| Hans Pfann                                                             | Ringe                | 18,20  | 23   |
| Hans Pfann                                                             | Pauschenpferd        | 18,20  | 28   |
| Hans Pfann                                                             | Mehrkampf Einzel     | 109,15 | 29   |
| Erich Wied                                                             | Boden                | 17,80  | 45   |
| Erich Wied                                                             | Pferdsprung          | 18,50  | 16   |
| Erich Wied                                                             | Barren               | 18,10  | 39   |
| Erich Wied                                                             | Reck                 | 18,15  | 37   |
| Erich Wied                                                             | Ringe                | 17,65  | 32   |
| Erich Wied                                                             | Pauschenpferd        | 17,30  | 51   |
| Erich Wied                                                             | Mehrkampf Einzel     | 107,50 | 41   |
| Theo Wied                                                              | Boden                | 18,40  | 23   |
| Theo Wied                                                              | Pferdsprung          | 18,70  | 4    |
| Theo Wied                                                              | Barren               | 18,35  | 31   |
| Theo Wied                                                              | Reck                 | 18,70  | 18   |
| Theo Wied                                                              | Ringe                | 17,80  | 30   |
| Theo Wied                                                              | Pauschenpferd        | 17,95  | 37   |
| Theo Wied                                                              | Mehrkampf Einzel     | 109,90 | 25   |
| Helmut Bantz Robert Klein Jakob Kiefer Hans Pfann Erich Wied Theo Wied | Mehrkampf Mannschaft | 561,20 | 4    |

Adalbert Dickhut blieb ohne Einsatz.

### Wasserball
| Wettbewerb  | Männer |
| ----------- | --- |
| Athleten    | Karl Neuse Alfred Obschernikat Wilfried Bode Achim Schneider Willi Sturm Hans-Günther Hilker Friedhelm Osselmann Emil Bildstein Erich Pennekamp Hans Werner Seher Rudolf Pennekamp |
| Vorrunde    | Singapur 5:1 Italien 2:4 |
| Finalrunde  | Vereinigte Staaten 3:4 Jugoslawien 2:2 Ungarn 0:4 Sowjetunion 4:6 |
| Platzierung | 6 |